# Haut Pays du Velay Communauté
Die Haut Pays du Velay Communauté ist ein französischer Gemeindeverband mit der Rechtsform einer Communauté de communes im Département Haute-Loire der Region Auvergne-Rhône-Alpes. Sie wurde am 23. Dezember 1996 gegründet und umfasst acht Gemeinden. Der Sitz der Verwaltung befindet sich im Ort Montfaucon-en-Velay.

## Historische Entwicklung
Der Dekret des Präfekten vom 22. Dezember 2023 änderte mit Wirkung zum 1. Januar 2024 den bisherigen Namen Communauté de communes du Pays de Montfaucon.

## Mitgliedsgemeinden
| Gemeinde                      | Einwohner 1. Januar 2022 | Fläche km² | Dichte Einw./km² | Code INSEE | Postleitzahl |
| ----------------------------- | ------------------------ | ---------- | ---------------- | ---------- | ------------ |
| Dunières                      | 2.623                    | 34,75      | 75               | 43087      | 43220        |
| Montfaucon-en-Velay           | 1.136                    | 4,99       | 228              | 43141      | 43290        |
| Montregard                    | 613                      | 39,93      | 15               | 43142      | 43290        |
| Raucoules                     | 947                      | 21,01      | 45               | 43159      | 43290        |
| Riotord                       | 1.185                    | 51,88      | 23               | 43163      | 43220        |
| Saint-Bonnet-le-Froid         | 224                      | 13,09      | 17               | 43172      | 43290        |
| Saint-Julien-Molhesabate      | 165                      | 27,50      | 6                | 43204      | 43220        |
| Saint-Romain-Lachalm          | 1.132                    | 19,02      | 60               | 43223      | 43620        |
| Haut Pays du Velay Communauté | 8.025                    | 212,17     | 38               | –          | –            |